# Jewgienij Trubieckoj
Jewgienij Nikołajewicz Trubieckoj (Eugeniusz Trubieckoj, Eugeniusz Trubecki, ros. Евге́ний Никола́евич Трубецко́й, ur. 1863 w Moskwie, zm. 5 lutego 1920 w Noworosyjsku) – rosyjski filozof i działacz społeczny.

## Życiorys
Pochodził z kniaziowskiego rodu Trubieckich. Był bratem Siergieja Trubieckiego, bliskim przyjacielem i kontynuatorem Władimira Sołowjowa, rozwijając prawosławną filozofię religijną. Zdaniem Sławomira Mazurka, należy uznać Jewgienija Trubieckiego za poprzednika filozofii wszechjedności i ogniwo łączące ją z religijną metafizyką Sołowjowa. Zmarł na tyfus plamisty.

## Publikacje
- Миросозерцание В. С. Соловьева. — М.: Издательство «Путь», 1913.
  - Том 1.
  - Том 2.

Przekłady na język polski
- Eugeniusz Trubieckoj: Kolorowa kontemplacja. Przeł. Henryk Paprocki. Białystok: Bractwo Młodzieży Prawosławnej w Polsce, 1998. (pol.). Brak numerów stron w książce
- Jewgienij Nikołajewicz Trubieckoj. Błogosławiony Augustyn. „Stan Rzeczy”. 1 (18), s. 45-100, 2020. Przeł. Michał Rogalski. Wydział Socjologii Uniwersytetu Warszawskiego. (pol.).[3]